# Музей истории Байкало-Амурской магистрали

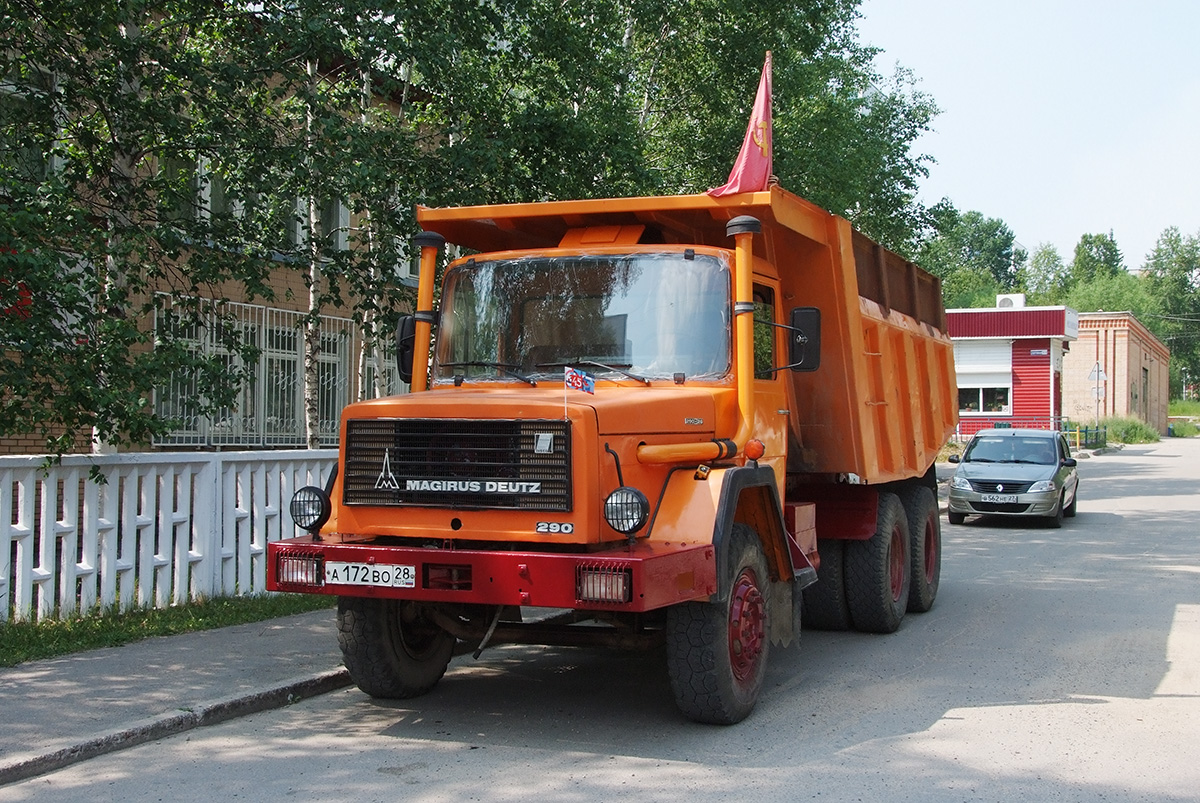
Magirus-Deutz рядом с музеем на праздновании 45-летия Байкало-Амурской магистрали

Музей истории Байкало-Амурской магистрали — крупнейшее музейное собрание России, посвящённое истории строительства БАМа. Расположен в г. Тында. Полное наименование: «„Муниципальное бюджетное учреждение культуры Музей истории Байкало-Амурской магистрали“ (МБУК Музей истории БАМа)».
В фондах музея собраны предметы этнографии коренных народов Амурской области; уникальные артефакты первостроителей магистрали; портреты строителей, созданные художниками, приезжавшими специально на БАМ; мемориальные коллекции и архивные фонды.

## История
Музей был создан на основе решения Исполнительного комитета Амурского областного Совета Депутатов трудящихся от 12 июля 1976 года.
Открыт 1 августа 1976 года на правах филиала Амурского областного музея.
С 24 октября 1977 года музей официально начал принимать посетителей три раза в неделю. В этот день торжественно открыли экспозиции, размещённые на 30 квадратных метрах, с фотографиями, документами, вымпелами, «золотыми» и «серебряными» железнодорожными костылями, вещами изыскателей и строителей, а также картами и схемами — в общей сложности до 1217 экспонатов.
В начале строительства подобные музеи создавались на протяжении всей трассы БАМа: в Усть-Куте, Северобайкальске, Новой Чаре, Ургале. Все они являлись филиалами республиканских, краевых и областных краеведческих музеев. Взаимодействия между ними практически не было, поэтому каждый освещал свой участок всесоюзной комсомольской стройки. Со временем созрела необходимость создания в Тынде (как в неофициальной столице БАМа) общетрассового музея.
В апреле 1992 года по указанию тогдашнего мэра города М.Б. Шульца тындинский музей перенесли в капитальное здание городской библиотеки. Почти 10 лет музей располагался в этом помещении.
В постсоветский период учреждение удалось сохранить. К этому моменту оно осталось единственным самостоятельным тематическим музеем, освещающим историю строительства легендарной магистрали.
Осенью 2001 года музей переехал в отдельное двухэтажное капитальное здание (бывший детский сад со значительным земельным участком), в котором находится и поныне. Общая площадь надземной части — 1738,5 м². Экспозиционные площади составили 800 м², помещения под фонды — 230 м².
В 2013 году на должность директора Музея назначен Александр Валентинович Бондаренко. В настоящее время в музее работают 13 человек.

## Экспозиция
На 1 января 2020 года в музейных фондах насчитывается 43 822 единиц хранения, в том числе: основной фонд — 25 574 единиц хранения, научно-вспомогательный фонд — 18 248 единиц хранения.
Музей является вторым по величине в Амурской области (после областного музея). Функционируют 9 залов (в их числе «Природа зоны БАМ», «Этнография», «История Тынды», «Строительство БАМа в 1970-е, 1980-е годы», «Здравоохранение на БАМе» и другие).
Отдельным залом и одновременно экспонатом, находящимся в юрисдикции музея, является «Бочка Диогена» — одна из 9 бочек-вагончиков, в прошлом составлявших самую необычную и красочную улицу города.

## Деятельность
В среднем музей принимает около 20 тыс. человек в год. В год организуется до 30 выставок.
Музей регулярно участвует в областных смотрах-конкурсах, приуроченных к памятным датам, удостаиваясь наград от Министерства культуры и национальной политики Амурской области.
Адрес музея: 676282, Амурская область, г. Тында, ул. Спортивная, 22. 